# Байрон Мансон
Байрон Кемпбелл Мансон (англ. Byron Campbell Munson; нар. 29 червня 1900, Чикаго, Іллінойс — пом. 28 липня 1989, Бербанк, Каліфорнія) — американський актор.

## Життєпис
Байрон Мансон народився 29 червня 1900 року в Чикаго, штат Іллінойс. 
Був одружений з Еліс Ренні Меаде, одружився у 1918 році. У 1921 році розлучився та одружився з Ґвендолін Оттіс. 
Помер 28 липня 1989 року в місті Бербанк, штат Каліфорнія.

## Фільмографія
- 1920 — Гаррієт і дурень — Ворд Картер
- 1920 — Чесний Гатч[en] — Томас Ґаннісон-молодший
- 1921 — Дурник — Генрі Мекін
- 1921 — Маска — Артур Стіл
- 1921 — Акція[en] — Генрі Мекін[2]
- 1924 — Шибеник[it] — Дж. Г'юстон Пайк-молодший
- 1925 — Тизер[en] — Перрі Ґрейл
- 1925 — Навчитися кохати — граф Ку-Ку
- 1927 — Публічність божевілля[en] — Генрі Беннінґ
- 1928 — Аннаполіс[en] — студент
- 1932 — Королівство тварин — епізодична роль
- 1934 — Пекельний кіт[en] — епізодична роль
- 1934 — Одна ніч кохання — епізодична роль
- 1939 — Ти не можеш обдурити чесного чоловіка[en] — епізодична роль
- 1940 — Морська подорож[en] — епізодична роль